# Basil Dean
Basil Herbert Dean (* 27. September 1888 in Croydon; † 22. April 1978 in London-Westminster) war ein britischer Filmregisseur, Filmproduzent, Schriftsteller, Schauspieler und Drehbuchautor mit filmischer Hauptbetätigungszeit in den 1930er Jahren.

## Leben
Dean begann seine berufliche Laufbahn 1906 als Schauspieler am Theater in Bristol und feierte erste kleinere Erfolge in Londoner West-End-Stücken. Anschließend versuchte er sich auch als Bühnenautor. 1927 knüpfte Dean den ersten Kontakt zur Filmbranche, als er das Drehbuch zur ersten Filmversion seines Stücks ‘The Constant Nymph’, einer in Tirol spielenden Romanze, verfasste.
Mit Beginn des Tonfilmzeitalters wandte sich Dean der Filmregie zu. Die meisten seiner Inszenierungen des folgenden Jahrzehnts – Komödien, Abenteuergeschichten, Krimis und musikalische Stoffe – stellte er in eigener Produktion her. 1932 gründete Basil Dean mit der Associated Talking Pictures, kurz ATP genannt, seine eigene Produktionsfirma. Bei Ausbruch des Zweiten Weltkrieges beendete Dean seine Arbeit beim Film weitgehend.
Noch 1939 gründete er die Entertainments National Service Association, eine Dachorganisation für Tourneekünstler, deren Kürzelform ENSA „angesichts der mitunter laienhaften Darbietungen ihrer Mitglieder Anlaß für Verballhornungen (z. B. Every Night Something Awful) bot“. Dean galt auch als ein Pionier der britischen Fernsehens.

## Filmografie
Regie und Produktion, wenn nicht anders angegeben
- 1927: Die treue Nymphe (The Constant Nymph) (nur Co-Drehbuch)
- 1929: The Return of Sherlock Holmes (nur Regie)
- 1930: Escape (auch Drehbuch)
- 1930: Birds of Prey (auch Co-Drehbuch)
- 1931: Sally in Our Alley (nur Produktion)
- 1931: Nine Till Six
- 1932: The Impassive Footman
- 1932: Looking on the Bright Side (auch Co-Drehbuch)
- 1932: Das Zeichen der 4 (The Sign of Four) (nur Produktion)
- 1933: Loyalties
- 1933: The Constant Nymph (nur Regie und Co-Drehbuch)
- 1934: Autumn Crocus
- 1934: Sing as We Go
- 1935: Lorna Doone
- 1935: Look Up and Laugh
- 1936: Whom the Gods Love
- 1936: Queen of Hearts (nur Produktion)
- 1936: The Show Goes On
- 1937: The First and the Last
- 1938: Penny Paradise (nur Produktion)
- 1938: It’s in the Air (nur Produktion)
- 1939: 21 Days (nur Regie)
- 1952: I Belive in You (nur Co-Produktion)
- 1952: Die Bombe im U-Bahn-Schacht (The Gentle Gunman) (nur ungenannte Co-Produktion)